# 프랑스어
프랑스어(français, 프랑스어 발음: [fʁɑ̃sɛ])는 인도유럽어족 로망스어군에 속한 언어이다. 한국어에서는 한자로 음역 약칭으로 불어(佛語)라 부르기도 한다. 프랑스어는 (프랑스 북부에서 사용되던 언어인 “오일어”의 변종으로서) 프랑스에서 생겨났다. 프랑스어는 1539년부터 프랑스의 국어로 선포되었다. 2018년 기준으로 전 대륙에 걸친 약 3억 명의 화자가 프랑스어를 사용한다 ·  · . 은 모국어 화자이다. 2018년 기준으로 전 세계 8000만 명의 학생들이 프랑스어를 배우고 있다. 프랑코포니 국제기구에 따르면, 2050년경에는 전 세계의 프랑스어 화자가 7억 명이 될 것으로 추정된다.
프랑스어는 국제 연합의 6개의 공식 언어 가운데 하나이자, (영어와 함께) 2개의 실무 언어 중 하나이다. 또한 프랑스어는 유럽 연합과 같은 많은 국제 기구의 공식 언어 또는 실무 언어이기도 하다. 앙시앵 레짐 때 러시아의 차르, 에스파냐와 영국의 국왕, 독일의 군주들이 사용한, 왕실과 궁정의 언어이던 프랑스어는 영어와 함께 국제 외교에 있어 중요한 언어로 자리매김하였다.
프랑스 제5공화국 헌법 제2조, "공화국의 언어는 프랑스어이다."에 근거하여 프랑스어는 1992년부터 프랑스 주권의 요소 중 하나가 되었다. 프랑스어는 전 세계 프랑스 문화와 사상의 주된 매개 수단이기도 하다. 프랑스어의 배양에 관한 1996년 7월 3일 법령에 의거하여 프랑스어는 프랑스의 공적 영역에서 사용된다. 프랑스어의 특질 및 발달, 체계화는 부분적인 면에 있어 플레야드파와 같은 지식인 집단과 아카데미 프랑세즈와 같은 기관의 작품이다. 프랑스어는 "아카데미"의 언어라고도 불리며, "몰리에르의 언어"라는 별칭이 있기도 하다.
프랑스어는 세계에서 많이 학습되는 제2외국어이다. 또한 프랑스어는 스페인어, 관화, 영어에 이어 인터넷에서 4번째로 가장 많이 사용되는 언어이기도 하다.

## 기원: 어휘와 어원

### 프랑스어의 형성
프랑스어 어휘의 대다수는 (프랑스어의 조어인) 라틴어에서 유래했거나, 그리스어-라틴어 기원을 토대로 만들어졌다. 많은 단어들은 동일한 어원을 갖고 있기도 한데, 하나가 민중 라틴어로부터 수백 년에 걸쳐 발달한 것이라면 다른 하나는 고전 라틴어에서 직접 차용한 것이다. 이러한 예시로는 다음의 단어들을 들 수 있다. métier(직업)/ministère(내각), façon(방법)/faction(파벌), raide(뻣뻣하다)/rigide(엄격하다), froid(차갑다)/frigide(불감증이다), frêle(가냘프다)/fragile(허약하다), rançon(몸값)/rédemption(구원), raison(이성·이유)/ration(할당량), poison(독)/potion(물약), chance(운)/cadence(박자). 또한 프랑스어 단어는 많은 경우에 있어 고전 라틴어의 형식을 빌려 탄생하곤 했는데, 그 예시로는 다음의 단어들을 들 수 있다. mère(어머니)/maternel(외가쪽의), frère(형제)/fraternel(형제의), cheveu(머리카락)/capillaire(모발의), foi(믿음)/fidèle(충실하다), œil(눈)/oculaire(눈의), sûr(확실하다)/sécurité(안전), siècle(세기)/séculaire(세기적). 로망스어 어원 연구의 패러다임 변화로 인하여 라틴어 문어에서 가져온 데이터에 근거한 전통적인 방법은 어휘의 공통되는 핵심이 되는 로망스 조어를 재구성하는 것에 목표를 둔, 비교대조의 방법으로 대체되었으나, 이 또한 "프랑스어 어휘의 대다수는 라틴어에서 유래하였다"는 견해를 띠게 되었다.
갈리아어가 프랑스어에 어느 정도의 영향을 주었는지는 불명확하다. 갈리아어 어휘에서 유래한 단어로는 백여 개 남짓인데, 라틴어에서 갈리아어로 차용된 단어들인 char(전차)/charrue(쟁기), mouton(양), crème(크림) 등이 있다. 허나 이와 같은 표현들의 기원은 확실치 않다. 갈리아어가 프랑스어 통사론과 발음에 영향을 준 점 역시 불명확하다.
상층어이었던 프랑크어에서도 프랑스어의 여러 중요한 단어들이 기원하였는데(gris, blanc, blond, bleu 등), 프랑크어는 오일어, 즉 고(古)프랑스어(protofrançais)로 불리기도 하는 갈리아 북부 로망스어 발음에 있어 큰 영향을 남겼다.
이 고프랑스어는 중세 전기 일드프랑스 지방에서 사용된 오일어의 방언으로 현대 프랑스어의 기원이며, 때로는 "프랑시앵어(francien)"으로 불리기도 한다. 프랭시앵어는, 파리(Paris)가 발전하던 11세기까지 거슬러 올라가는 매우 이른 시기, 노르만어, 피카르디어, 로렌어, 부르고뉴어 등의 다른 오일어 방언들이 더해져 풍부해진 이 중세 방언을 일컫고자, 1889년 프랑스 언어학자 가스통 파리에 의하여 고안된 용어이다. 프랑시앵어라는 용어는 그 언어를 쓰는 이들이 사용한 용어가 아니며, 그 언어 사용자들은 이를 프랑체에(franceis), 이후 프랑수에(françois)로 불렀다. (이는 확실한데, 원래 프랑스 국왕의 영토는 프랑스 왕국에서 직접 통치되는 부분으로 현 일드프랑스 지방에 한정되어 있었으며, 여기서 사용된 지방어, 프랑수에(françoys)는 왕국에 포함되지 않은, 심지어 국왕에게 전혀 충성을 바치지 않은 다른 지역의 방언과는 어느 정도 다른 고유한 면을 지녔다.) 11세기 전에도 로망어 또는 어느정도 상호소통이 가능했던 로망스제어에 관한 문제가 제기되었다. 이것이 왜 오일어(제어)라는 단어가 일반적으로 사용되었는지에 대한 이유이다. 이 방언들의 상호 소통이 점점 더 어려워질 무렵, 사용자들은 각 방언들에 노르만어, 갈로어, 앙주어, 프랑스어, 피카르디어, 왈롱어와 같은 이름을 붙였다.
오늘날 사용되는 프랑스어(français, 프랑세)는 11세기와 12세기를 기점으로 범지역적으로 서서히 쓰이기 시작한 옛 언어의 이름인 프랑체에에서 그 이름을 따왔다 (프랑체에franceis [frãntsëé] → 프랑수에françoys/françois [frãswé] →  프랑세français [frãsé]). 기타 오일제어는 프랑스어가 영광을 얻게 되자 점차 사라지게 되었는데, 이는 곧 오일제어들이 프랑스어와 매우 유사했기 때문이다. 한편으로 이 같은 사실은 왜 오일어에 속하지 않은 로망스제어나 방언(옥시타니아어, 프랑스프로방스어/아르피탕어, 로야어, 리구리아어, 코르시카어 등)과 비로망스제어(브르타뉴어, 플라망어, 로렌 프랑크어, 알자스어, 바스크어)가 더 오래 남게되거나, 또는 이 같은 언어들이 왜 프랑스어로 통합되지 않고 저항하였는가를 설명해준다. 허나 전자(특히 옥시타니아제어)는 프랑스어를 풍부하게 하기도 했다 (또한 프랑스어는 아랍어, 이탈리아어, 튀르키예어, 해외 영토나 구 프랑스 식민지의 원주민 언어와 크레올, 현재의 영어, 프랑스나 다른 프랑스어권 국가의 이민자나 국제 관계로부터 온 여타 언어로부터 영향을 받아 풍부해지곤 했다.)

### 최근의 차용어, 신조어, 철자 변화
영어에서 온 외래어를 순화하고자 여러 신조어가 만들어지기도 했는데, 그 예시는 다음과 같다.
- informatique (정보과학 또는 컴퓨터과학), 1962년 창안, 두 단어 information(정보)와 automatique(자동)의 준말로서 생긴 혼성어
- pourriel (스팸메일), spam의 순화어

몇몇 신조어는 북미의 퀘벡 프랑스어 사무소가 매우 적극적으로 만들었다.
- courriel (전자우편), e-mail의 순화어
- clavardage ([온라인] 대화), chat의 순화어
- baladodiffusion (팟캐스팅), podcasting의 순화어
- bouquineur (애서가), liseuse의 대체어
- livrel (전자책), livre numérique의 대체어

## 역사
기원전 52년 율리우스 카이사르의 로마군이 갈리아를 정복할 무렵, 아키텐의 고(古)바스크어 사용 지역을 제외하고, 갈리아에는 서로 연관을 띠고 아마도 상호 소통이 가능했을 켈트제어를 사용하던 갈리아족이 대부분이었다. 그곳에는 하나의 갈리아어가 있던 것이 아닌, 문어로는 거의 쓰이지 않은 여러 갈리아제어(즉, 벨기에어, 트란스피나 갈리아어, 키살피나 갈리아어)가 있었던 것이다. 한편 로마인의 언어인 라틴어는 글로 쓰였으며, 권위와 영예의 언어로서, 갈리아족과 가깝던 민중 라틴어는 기원전 51년의 갈리아 정복 이후 세기에 걸쳐 점차 사용되기 시작하였다.
프랑스어는 언어 분류학상 로망스어군에 속하는 언어이다. 로망스어군은 그 이름이 뜻하듯이 고대 로마인이 쓰던 라틴어에서, 또는 이의 방언에서 발생한 언어군을 일컫는다. 하지만 프랑스어는 비교적 간단한 통사구조와 굴절이 거의 상실된 형태를 갖추고 있다. 기원전 1세기 후반에 현재의 프랑스 지역이 로마 제국의 지배하에 들어간 후, 로마의 군인, 상인, 이주민 등의 잦은 왕래, 그리고 그들과 갈리아(프랑스의 라틴어 이름)의 원주민들과의 교섭을 통하여 프랑스어의 모체가 되는 새로운 언어 ‘갈리아 서민 라틴어(Latin populaire des Gaules)’가 생겨났다. 이 갈리아 서민 라틴어는 그 당시에 새겨진 또는 작성된 비문과 기록 문서에서 살펴볼 수 있듯이 문법, 발음, 어휘 등에서 라틴어와 커다란 차이가 있다.
842년 스트라스부르 서약 로망스어판은 후기 라틴어에서 영향을 받고, 게르만족, 특히 갈리아 북부에 거주한 프랑크족(여기서 프랑스족의 이름이 나왔다)의 이동의 결과로서 재탄생한 오일어로 쓰인 첫 문헌이다. 로망스어라는 존재에 관한 첫 언급은 813년에 있었는데, 투르 회의에서 "링구아 로마나 루스티카(lingua romana rustica, 투박한 로망스어)"라고 불린 것이 바로 그것이다. 880년경이 되어서야 첫 문학 텍스트가 나왔는데, 바로 <성 에우랄리아 사건Séquence de sainte Eulalie>이다. 허나 여기서 쓰인 언어는 프랑스어라기보다는 피카르디어라고 볼 수도 있는데, 프랑스어(français, 프랑세)는 중세의 여러 방언 가운데 하나였으며, 당대에는 시기에 따라 프랑체이스(franceis [frãntseis]) / 프랑추아스(françoys [frãntsois]) / 프랑수에(françois [frãswe])로 불리곤 했다. 파리와 주변 지역은 바로 아 "프랑체이스"의 역사적 탄생지로, 이 언어는 곧 노르만어, 피카르디어, 부르고뉴어와 주변 지역의 다른 오일어 방언들의 영향을 받아 풍부해졌는데, 왜냐하면 파리가 정치적 중요성을 띠게 되자 이 모든 지역으로부터 사람들이 모여들었고, 이들이 바로 여러 방언들을 들고 왔기 때문이다.
중세에 프랑스는 언어적으로 통일되어 있지 않았는데, 왜냐하면 9세기 초 라틴어는 오직 교회나 학문의 언어였으며 프랑스 각지에서는 여러 지역 언어들이 사용되었기 때문이다. 프랑스에서 사용되었던 지역 언어들은 크게 다음 세 언어 집단으로 나눌 수 있다.
- 프랑스프로방스어 (또는 아르피탕어)
- 오일어
- 옥시티니아로망어 (옥시타니아어 또는 오크어와 카탈루냐어)

12세기를 기점으로 프랑스어(오일어)는 이탈리아 중세 문학의 영향을 받게 되었다.
프랑스어는 1250년을 기점으로 중요해졌는데, 바로 성 루이가 성경을 프랑스어로 번역하는 것을 의뢰하였기 때문이다.

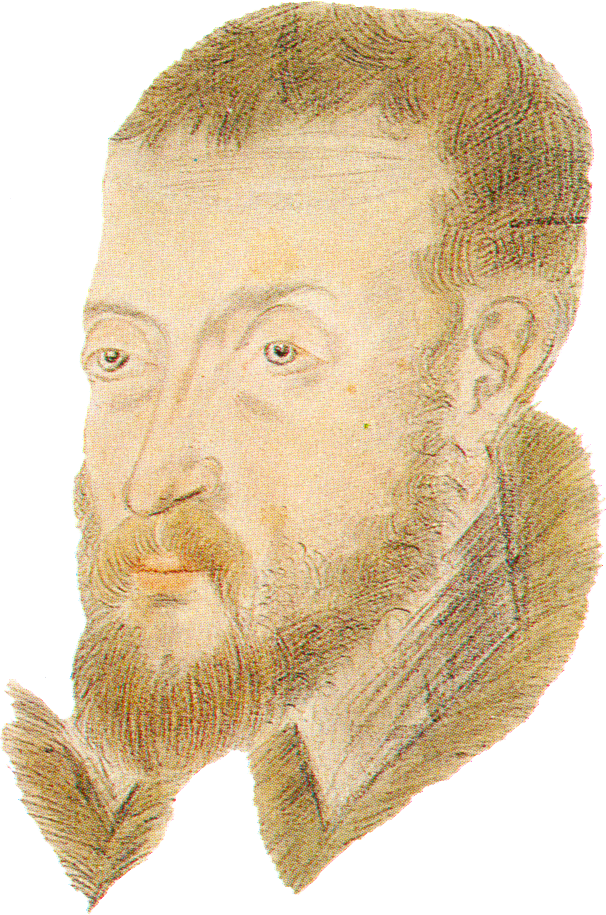
<프랑스어의 옹호와 현양>의 작가, 조아섕 뒤 벨레. 1549년.

1549년, 조아섕 뒤 벨레는 <프랑스어의 옹호와 현양>을 저술하였다.
프랑스어는 라틴어의 후계어로서 17세기부터 제2차 세계 대전 이후 영어에게 자리를 내주기 전까지 라틴어를 대신하여 국제 언어로 쓰였다. 프랑스어가 패권을 지니게 된 주요 이유로는 당대 프랑스가 지닌 힘을 들 수 있다. 1685년, 피에르 벨은 프랑스어가 "모든 유럽인들을 소통하게끔 한다"고 저술한 바 있다. 1714년 3월 6일, 스페인 계승 전쟁을 끝낸 라슈타트 조약은 오로지 프랑스어로만 쓰였다. 유명한 독일 철학자이자 학자, 고트프리트 빌헬름 라이프니츠(1646-1716)은 대부분의 저서를 프랑스어로 저술했다.
심지어 영국에서는 오랫동안 법률 프랑스어(Law French)라는 이름으로 사법 영역에서 쓰이기도 하였다.

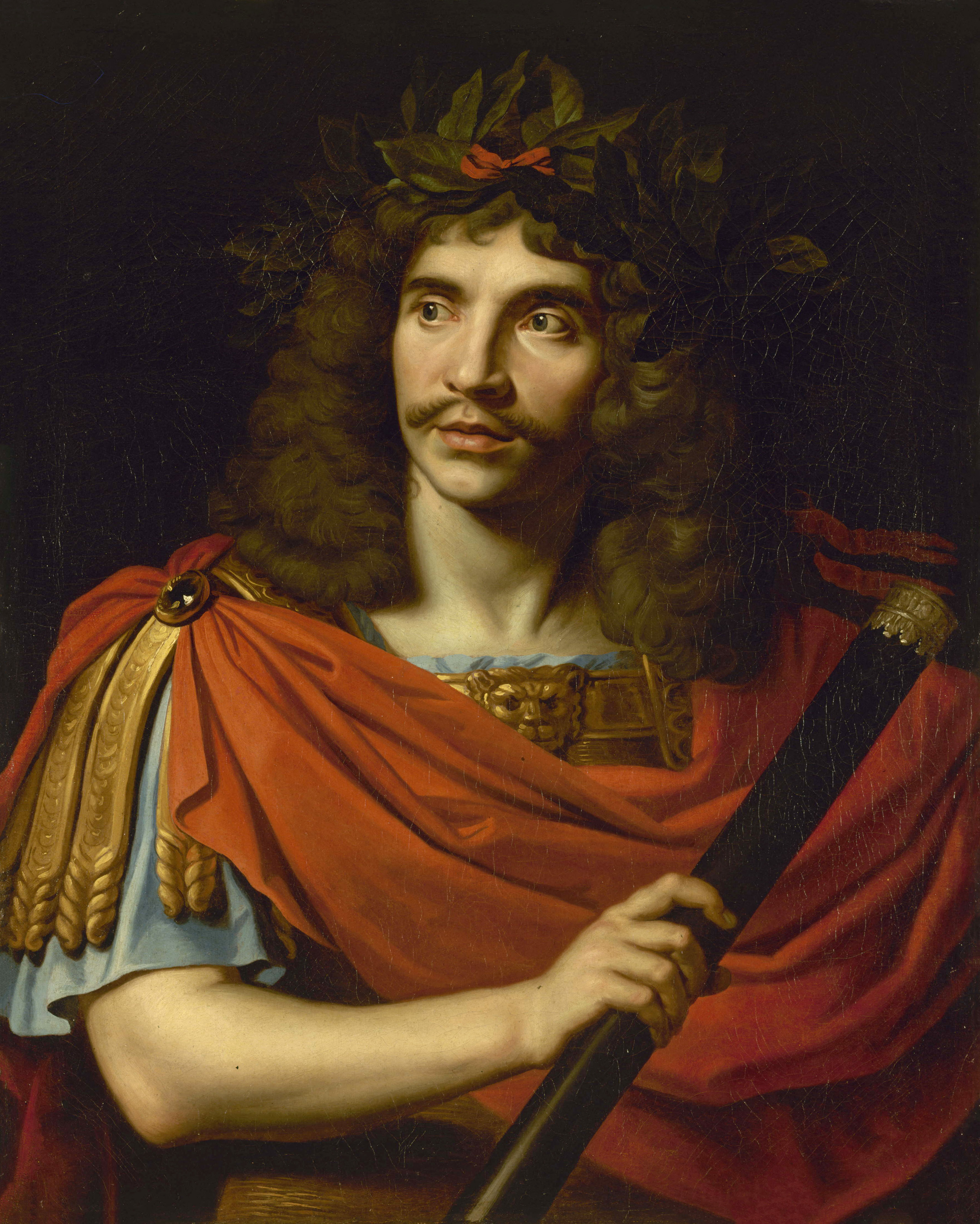
프랑스어는 때때로 "몰리에르의 언어"라고 불리곤 한다.

러시아 여제, 예카테리나 2세(1762-1796)은 상트페테르부르크에서 아카데미 회상록을 전부 프랑스어로만 집필하였다.
프로이센의 프리드리히 2세(1740-1786)은 프랑스어의 대단한 애호가였는데, 볼테르와 프랑스어로 교류를 하고, 자서전을 프랑스어로 저술하였으며, 베를린 아카데미에서 주 언어로 쓰인 라틴어를 프랑스어로 대체하기까지 했다.
근대 프랑스어 중 17-18세기를 고전 프랑스어(français classique)로 별도로 나누기도 한다. 17세기 작가 장 드 라퐁텐의 우화집의 원문을 프랑스의 아동들도 읽을 수 있을 정도로 근대 프랑스어는 현대에 와서도 거의 변하지 않은 데 비하여 중기 프랑스어는 이해하기가 좀 더 어려워지고, 고(古)프랑스어는 전문 지식이 없으면 프랑스어 원어민도 독해하기 어렵다.
프랑스어를 유지하는 곳으로는 다음의 기관들이 있다. 아카데미 프랑세즈, 프랑스어와 프랑스제언어 대표 심의회 (DGLFLF), 프랑스어 감독부 (벨기에), 퀘벡 프랑스어 사무소 (OQLF), 프랑스어 고등 회의 (프랑스, 벨기에, 퀘벡).

## 프랑스어의 특징
프랑스어에서는 70은 60과 10(soixante-dix)으로, 80은 4개의 20(quatre-vingts)으로 90은 4개의 20과 10(quatre-vingt-dix)이다. 하지만, 지역(스위스,벨기에 등)에 따라 70을 septante, 80을 huitante 이나 octante, 90을 nonante와 같은 식으로 말하기도 한다.

## 지리적 분포
프랑스어는 29개 나라에서 공식 언어로 지정되어 있고, 그 중 거의 대부분의 나라가 프랑스어를 사용하는 커뮤니티인 프랑코포니를 구성한다. 또한 국제 연합(UN)을 비롯한 많은 국제기구의 공식 언어이다. 프랑스어는 유럽에서 네 번째로 많은 사람들이 쓰는 모국어이며, 두 번째로 많은 사람들이 쓰는 언어이다.
다음은 알파벳순으로 나열한 프랑스어가 공식 언어인 나라의 목록이다.
- 벨기에
- 베냉
- 부르키나파소
- 부룬디
- 카메룬
- 캐나다
- 중앙아프리카 공화국
- 차드
- 코모로
- 콩고 공화국
- 콩고 민주 공화국
- 코트 디부아르
- 지부티
- 적도 기니
- 프랑스
- 가봉
- 기아나
- 기니
- 아이티
- 룩셈부르크
- 마다가스카르
- 말리
- 모나코
- 니제르
- 르완다
- 세네갈
- 세이셸
- 스위스
- 토고
- 바누아투

## 발음

### 자음
|        | 양순음 | 순치음 | 순경구개음 | 순연구개음 | 치음 | 치경음 | 후치경음 | 경구개음 | 연구개음 | 구개수음 |
| ------ | ------ | ------ | ---------- | ---------- | ---- | ------ | -------- | -------- | -------- | -------- |
| 파열음 | p b    |        |            |            | t d  |        |          |          | k ɡ      |          |
| 비음   | m      |        |            |            | n    |        |          | ɲ        | ŋ        |          |
| 마찰음 |        | f v    |            |            |      | s z    | ʃ ʒ      |          |          | ʁ        |
| 접근음 |        |        | ɥ          | w          |      |        |          | j        |          |          |
| 설측음 |        |        |            |            |      | l      |          |          |          |          |

1. ↑  현대 발음에서 /ɲ/는 [nj]와 점점 구분되지 않는다.
2. ↑  /ŋ/ 발음은 영어 및 중국어 어원의 단어를 차용함으로써 비교적 근래에 등장하였다. 퀘벡인은 이 발음을 [ɲ]으로 발음하는 경향이 있는 반면, 유럽 쪽은 이 발음을 [ŋɡ]으로 발음하는 경향이 있다. 덧붙이자면, 남프랑스에서는 비음인 모음 뒤에 이 발음이 발음하는 경우가 잦다. (예를 들어 Agen을 두고 파리에서는 [a.ˈʒɛ̃]이라고 발음하는 것과는 달리 남프랑스에서는 [a.ˈʒɛŋ]이라고 발음한다.)
3. ↑  화자에 따라서 /ʁ/는 [χ], [ʀ], [x], [ɣ], [r], [ʁ], [ɾ]으로 발음되기도 한다. 이 같은 현상은 변이음의 다양성이라고 부른다.

### 모음
|          | 전설모음   | 중설모음 | 후설모음 |
| 폐모음   | i y        |          | u        |
| 반폐모음 | e ø        |          | o        |
| 중모음   |            | ə        |          |
| 반개모음 | ɛ ɛː ɛ̃ œ œ̃ |          | ɔ ɔ̃      |
| 개모음   | a          |          | ɑ ɑ̃      |

1. ↑  En français de France, le phonème ə est plutôt arrondi et peut être souvent confondu avec le phonème ø, le mot je étant par exemple prononcé comme le mot jeu, mais la distinction est encore maintenue en français québécois.
2. ↑  La distinction entre ɛ et ɛː, comme dans les mots mettre et maître, tend à s'atténuer en français de France, mais elle est encore m.
3. 1 2 3  En français parisien moderne, en français de Belgique et en français de Suisse, ɑ̃ se prononce [ɒ̃], ɛ̃ se prononce [æ̃] et ɔ̃ se prononce [õ].
4. ↑  Dans la prononciation actuelle des variétés de français parlées dans la moitié nord du territoire français, dont le français parisien moderne, œ̃ tend à disparaître au profit de ɛ̃, c'est-à-dire [æ̃]. Les locuteurs francophones conscients de ne produire qu'un seul des deux phonèmes croient généralement produire ɛ̃, correspondant à la graphie la plus fréquente "in" et être incapables de prononcer "un" correctement : en réalité ils produisent systématiquement le œ̃ correspondant à la graphie moins fréquente "un". Les deux phonèmes sont généralement bien conservés dans la moitié sud de la France, en Belgique et au Québec. Autre exception : lundi se prononce généralement [lỹdi] dans le sud de la France.
5. ↑  La voyelle ɔ est souvent "désarrondie" et se rapproche du ʌ.
6. ↑  La distinction entre a et ɑ, comme dans les mots patte et pâte tend à s'atténuer en France, mais elle est toujours nette en Belgique et au Québec.

## 문법
다른 여러 활어(活語)들에 비하여 프랑스어 문법의 특징이 되는 것 중 하나로는 시제와 서법의 풍부함을 들 수 있다. 허나 이 같은 풍부함은 구어체에서는 제한적인 경향을 띤다. 예를 들어, 단순과거와 같은 몇몇 시제들은 거의 문어에서만 보이며, 더욱이 전과거는 그저 미사여구의 “문체” 놀이로서 거의 제한적이고 여러 표현들과 함께 쓰이기는 하나 모두 être 동사와 함께 쓰인다. (j’eus été…, il eut été…)
또한, 프랑스 문법에 있어 무시할 수 없는 부분들(복수, 인칭 동사 변화)은 오직 문어에서만 확인 가능하다 (ils jouent, il joue). 이러한 동사 변화의 음운적 변별성의 결손에 인하여 불어에서의 인칭 표시는 주어에 크게 의존할 수밖에 없는데, 이 같은 이유로 로망스어로서는 특이하게 주어 대명사를 생략하지 않는다. 동사 변화만으로 인칭을 알 수 있기에 주어 대명사를 일일이 표시하지 않는 이탈리아어나 스페인어와는 대조적이다.
프랑스어는 클로드 포브르 드 보줄라(17세기 전반)나, 벨기에 문법학자이자 문법 참고서 <르 봉 위자주>을 저술한 작가인 모리스 그르비스(1895-1980) 같은 위대한 문법학자들이 그 이름을 빛냈다.
프랑스어는 라틴어의 후예이지만 라틴어의 명사 곡용은 대명사를 제외하고는 거의 상실하였으며, 따라서 고정된 어순으로 명사의 문법적 위치를 나타내게 되었다. 반면 동사의 굴절은 비교적 풍부하게 유지하고 있는데, 동사는 인칭과 복잡한 시제에 따라 다양하게 변화한다. 단, 이러한 동사 변화의 많은 부분은 대개 음운론적 변화에 비해 보수적인 정서법에 의해 표시되고 있는 경우가 많고, 입말에 있어서는 많은 인칭과 시제의 동사 변화가 사실상 많이 수렴 통합되었다.

## 프랑스어 정서법 및 표기법

### 철자
로마자를 사용한다. 프랑스어의 알파벳은 모두 26개로 이루어져 있다. 이 중 k와 w는 외래어를 표기하는 데에만 쓰인다.
| A    | B    | C    | D    | E    | F    | G    | H    | I    | J          | K     | L       | M     |
| [a]  | [be] | [se] | [de] | [ø]  | [ɛf] | [ʒe] | [aʃ] | [i]  | [ʒi]       | [ka]  | [ɛl]    | [ɛm]  |
| N    | O    | P    | Q    | R    | S    | T    | U    | V    | W          | X     | Y       | Z     |
| [ɛn] | [o]  | [pe] | [ky] | [ɛʁ] | [ɛs] | [te] | [y]  | [ve] | [dublə ve] | [iks] | [iɡʁɛk] | [zɛd] |

### 알파벳순
| 1차 분류 |  |   |   |   |   |   |   | - | – | — | , | ; | : | ! | ? | . | …     | … | ’ | ’ | ’ | " | " | " | ( | ) | [ | ] | { | } | § | ¶ |
| 2차 분류 |  |   |   |   |   |   |   | - | – | — | , | ; | : | ! | ? | . | …     | … | ’ | ’ | ’ | " | " | " | ( | ) | [ | ] | { | } | § | ¶ |
| 3차 분류 |  | _ | ´ | ` | ˆ | ˜ | ¨ | - | – | — | , | ; | : | ! | ? | . | . . . | … | ’ | ‘ | ’ | " | « | » | ( | ) | [ | ] | { | } | § | ¶ |

다음 표:
| 1차 분류 | @ | · | / | \ | & | # | % | ° | + | ± | ÷ | × | < | = | > | \| | $ | £ | € | 0 | 1 | 2 | 3 | 4 | 5 | 6 | 7 | 8 | 9 |
| 2차 분류 | @ | · | / | \ | & | # | % | ° | + | ± | ÷ | × | < | = | > | \| | $ | £ | € | 0 | 1 | 2 | 3 | 4 | 5 | 6 | 7 | 8 | 9 |
| 3차 분류 | @ | · | / | \ | & | # | % | ° | + | ± | ÷ | × | < | = | > | \| | $ | £ | € | 0 | 1 | 2 | 3 | 4 | 5 | 6 | 7 | 8 | 9 |

다음 표:
| 1차 분류 | a | a | a | a | a | a | a e | a e | b | b | c | c | c | c | d | d | e | e | e | e | e | e | e | e | e | e | f | f | g | g |
| 2차 분류 | a | a | à | à | â | â | æ   | æ   | b | b | c | c | ç | ç | d | d | e | e | é | é | è | è | ê | ê | ë | ë | f | f | g | g |
| 3차 분류 | A | a | À | à | Â | â | Æ   | æ   | B | b | C | c | Ç | ç | D | d | E | e | É | é | È | è | Ê | ê | Ë | ë | F | f | G | g |

다음 표:
| 1차 분류 | h | h | i | i | i | i | i | i | j | j | k | k | l | l | m | m | n | n | o | o | o | o | o e | o e | p | p | q | q | r | r |
| 2차 분류 | h | h | i | i | î | î | ï | ï | j | j | k | k | l | l | m | m | n | n | o | o | ô | ô | œ   | œ   | p | p | q | q | r | r |
| 3차 분류 | H | h | I | i | Î | î | Ï | ï | J | j | K | k | L | l | M | m | N | n | O | o | Ô | ô | Œ   | œ   | P | p | Q | q | R | r |

다음 표:
| 1차 분류 | s | s | t | t | u | u | u | u | u | u | u | u | v | v | w | w | x | x | y | y | y | y | z | z |
| 2차 분류 | s | s | t | t | u | u | ù | ù | û | û | ü | ü | v | v | w | w | x | x | y | y | ÿ | ÿ | z | z |
| 3차 분류 | S | s | T | t | U | u | Ù | ù | Û | û | Ü | ü | V | v | W | w | X | x | Y | y | Ÿ | ÿ | Z | z |

## 같이 보기
- 알리앙스 프랑세즈(AF) - 프랑스어 교육기관
- 프랑코포니(OIF) - 프랑스어를 사용하는 50여 개국 정상이 2년마다 모여서 정상 회담을 하는 국제기구
- 프랑스어의 한글 표기